# Inja (Chabarowsk)

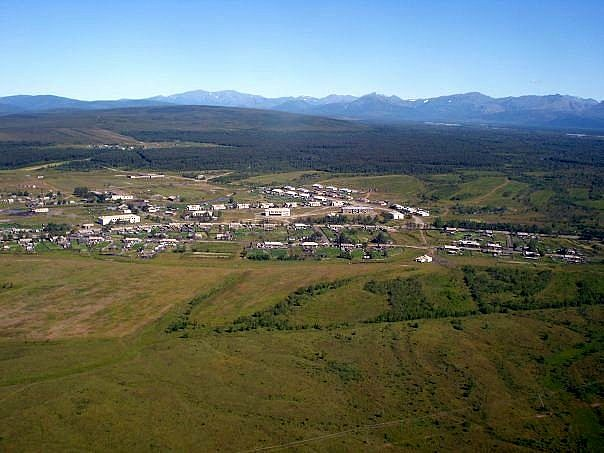
Blick auf Inja

Inja (russisch Иня) ist ein Dorf (selo) in der Region Chabarowsk in Russland mit 243 Einwohnern (Stand 1. Oktober 2021).

## Geographie
Der Ort liegt knapp 1400 km Luftlinie nordöstlich des Regionsverwaltungszentrums Chabarowsk, etwa zwei Kilometer entfernt vom Ufer der Inja-Lagune, die durch eine schmale Nehrung vom Ochotskischen Meer getrennt ist. Einige Kilometer östlich mündet der namensgebende Fluss Inja mit einem Delta in die Lagune.
Inja ist gehört zur Landgemeinde Inskoje selskoje posselenije des Rajons Ochotski. Es befindet sich etwa 3 km nordwestlich des Gemeindesitzes Nowaja Inja („Neu-Inja“) und 90 km östlich des Rajonzentrums Ochotsk.

## Verkehr
Inja ist über eine Straße mit dem Gemeindesitz Nowaja Inja verbunden, wo sich eine Anlegestelle an der Lagune befindet. In westlicher Richtung verläuft eine Winterpiste in das Rajonzentrum Ochotsk.